# Parque Nacional da Chapada Diamantina
Parque Nacional da Chapada Diamantina (abreviado como PARNA-CD, no registro oficial) é um parque nacional brasileiro criado em 17 de setembro de 1985 através do decreto federal 91.655, com uma área de 152 mil hectares na região central da Chapada Diamantina, distribuído pelos municípios de Lençóis, Mucugê, Ibicoara, Andaraí e Palmeiras, no estado da Bahia. É administrado pelo Instituto Chico Mendes de Conservação da Biodiversidade (ICMBio).

## Localização e topografia
O parque fica no bioma caatinga e abrange 152 142 hectares (375 950 acres), e é administrado pelo Instituto Chico Mendes de Conservação da Biodiversidade. O parque fica em parte da Chapada Diamantina, em um planalto delimitado por falésias de 41 751 quilômetros quadrados no centro da Bahia. As altitudes no planalto geralmente variam de 500 a 1 000 metros. Nas partes mais montanhosas existem vários picos de 1 600 a 1 800 metros e alguns com mais de 2 000 metros. O planalto forma um divisor de águas, desaguando de um lado no rio São Francisco e do outro nos rio Paraguaçu.
O parque fica na acidentada Serra do Sincorá, a leste do planalto, uma área de estruturas dobradas e fortemente erodidas. A cordilheira é alongada na direção norte-sul e tem uma largura média de 25 quilômetros (16 milhas). Tanto ouro quanto diamantes foram encontrados na região. A cordilheira força o ar úmido movendo-se para o oeste do mar para cima, o que causa níveis mais altos de chuva, particularmente no leste. Existem muitos sistemas de cavernas formadas pelos rios da região.
O turismo ecológico consciente dá à Chapada as melhores características de um polo de lazer que preserva a natureza. O acesso é feito por diversas entradas sem registros precisos sobre visitações. Ainda assim o ICMBio afirma que a Cachoeira da Fumaça e a Trilha dos Aleixos, onde há controle de acesso, superem os 25 000 e 15 000 visitantes anuais, respectivamente. Destacam-se também a visitação pela trilha do Vale do Pati e em direção à Cachoeira do Sossego. Os principais problemas da administração do parque são os incêndios florestais, a regularização fundiária e o controle de visitantes, uma vez que põem em risco a diversidade biológica, atração turística e o abastecimento de água de Salvador por meio do Rio Paraguaçu.
As correntes de ar úmido que se movem a oeste do mar para cima faz com que os níveis de precipitação fiquem mais elevados, especialmente no leste. Existem muitos sistemas de cavernas formadas pelos rios da região. A Gruta da Lapa Doce, por exemplo, possui 24 quilômetros de extensão. Alguns locais apresentam um grande número de pinturas rupestres, como a área abrangida pela Formação Morro do Chapéu.

## Biodiversidade e conservação

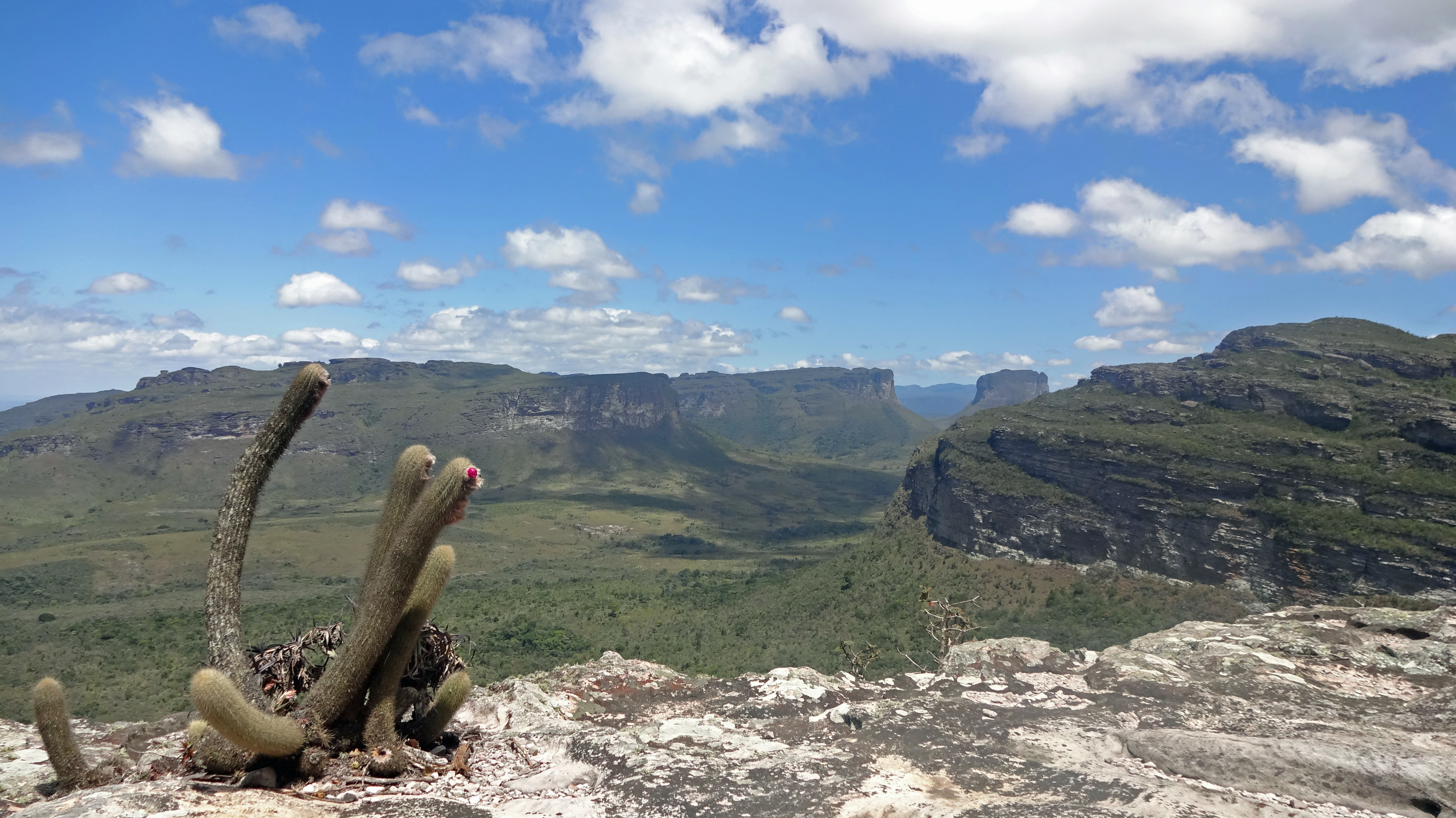
Micranthocereus purpureus no Parque Nacional da Chapada Diamantina, Palmeiras, BA.

Há poucos grandes mamíferos, mas muitas espécies de pequenos mamíferos, répteis, anfíbios, aves e insetos. A proteção de aves na reserva inclui o gavião-pombo-pequeno (Buteogallus lacernulatus), águia-cinzenta (Buteogallus coronatus), borboletinha-baiana (Phylloscartes beckeri), tiriba-grande (Pyrrhura cruentata) e joão-baiano (Synallaxis whitneyi). O beija-flor Augastes lumachellus é endêmico.
Outras espécies protegidas incluem o guigó (Callicebus barbarabrownae), onça-parda (Puma concolor), onça-pintada (Panthera onca), gato-do-mato-pequeno (Leopardus tigrinus), tatu-canastra (Priodontes maximus) e tamanduá-bandeira (Myrmecophaga tridactyla).
A vegetação conta com plantas típicas da caatinga, como xerófitas em altitudes de cerca de 500 a 900 metros (a exemplo do Micranthocereus purpureus), vegetação de Mata Atlântica ao longo dos cursos de água, além de prados e campos rupestres mais acima. A flora endêmica inclui orquídeas Adamantinia miltonioides, Cattleya elongata, Cattleya tenuis, Cattleya x tenuata, Cleites libonni e Cleistes metallina. 
O parque é classificado como categoria de área protegida II (parque nacional) da IUCN e tem o objetivo de preservar ecossistemas naturais de grande relevância ecológica e beleza cênica, possibilitando a pesquisa científica, educação ambiental, lazer ao ar livre e ecoturismo. As aves protegidas na reserva incluem: Buteogallus lacernulatus; Buteogallus coronatus; Phylloscartes beckeri; Pyrrhura cruentata; Synallaxis whitneyi. Outras espécies protegidas incluem: Callicebus barbarabrownae, Puma concolor, Panthera onca, Leopardus tigrinus, Priodontes maximus) e Myrmecophaga tridactyla.

## Meio antrópico
O Parque Nacional foi implantado em uma área de ocupação e uso imemoriais que hoje se encontra sob proteção e conservação. As principais atividades desenvolvidas ao longo dos séculos pelas populações que vivem na Serra do Sincorá são a mineração, o uso de pastagens nativas, atividades agropecuárias, colheita de flores naturais, caça de animais nativos e remoção de pedras. No entanto, algumas dessas atividades cessaram com a criação do Parque.
As queimadas são frequentes na área do PARNA-CD. O uso do fogo indiscriminadamente é, historicamente, algo comum e anualmente sua área sofre com a incidência de incêndios, que ali ocorrem especialmente no período entre agosto a março, e o fogo está presente nas atividades tradicionais da região da Chapada, até mesmo no interior do Parque.